# Długosiodło (gemeente)
De gemeente Długosiodło is een landgemeente in het Poolse woiwodschap Mazovië, in powiat Wyszkowski.
De zetel van de gemeente is in Długosiodło.
Op 30 juni 2004 telde de gemeente 7718 inwoners.

## Oppervlaktegegevens
In 2002 bedroeg de totale oppervlakte van gemeente Długosiodło 167,45 km², waarvan:
- agrarisch gebied: 57%
- bossen: 38%

De gemeente beslaat 19,1% van de totale oppervlakte van de powiat.

## Demografie
Stand op 30 juni 2004:
| Omschrijving                   | Totaal | Totaal | Vrouwen | Vrouwen | Mannen | Mannen |
| ------------------------------ | ------ | ------ | ------- | ------- | ------ | ------ |
| eenheid                        | aantal | %      | aantal  | %       | aantal | %      |
| inwoners                       | 7718   | 100    | 3811    | 49,4    | 3907   | 50,6   |
| bevolkingsdichtheid (inw./km²) | 46,1   | 46,1   | 22,8    | 22,8    | 23,3   | 23,3   |

In 2002 bedroeg het gemiddelde inkomen per inwoner 1301,96 zł.

## Administratieve plaatsen (sołectwo)
Adamowo, Augustowo, Blochy, Budy-Przetycz, Chorchosy, Chrzczanka-Folwark, Chrzczanka Włościańska, Dalekie, Dębienica, Długosiodło, Grądy Szlacheckie, Grądy Zalewne, Jaszczułty, Kalinowo, Kornaciska, Lipniak-Majorat, Łączka, Małaszek, Marianowo, Nowa Pecyna, Nowe Bosewo, Nowa Wieś, Olszaki, Ostrykół Dworski, Ostrykół Włościański, Plewki, Prabuty, Przetycz-Folwark, Przetycz Włościańska, Sieczychy, Stara Pecyna, Stare Bosewo, Stare Suski, Stasin, Wólka Grochowa, Wólka Piaseczna, Zalas, Zamość, Znamiączki, Zygmuntowo.

## Aangrenzende gemeenten
Brańszczyk, Goworowo, Ostrów Mazowiecka, Rząśnik, Rzewnie, Wąsewo